# Batarang
Batarang là vũ khí có hình con dơi được sử dụng bởi siêu anh hùng Người Dơi trong bộ truyện tranh cùng tên của DC Comics. Tên của loại vũ khí này được kết hợp giữa từ bat và từ boomerang, và ban đầu từng được đọc là baterang. Mặc dù có tên bắt nguồn từ boomerang nhưng batarang giống như phi tiêu hơn. Nó đã trở thành loại vũ khí quan trọng của Người Dơi, có mặt trong tất cả các truyện và phim ảnh liên quan đến Người Dơi. Trong truyện, batarang là vũ khí tầm xa được Người Dơi sử dụng thay cho súng (thứ vũ khí anh quyết định không bao giờ dùng đến sau sự kiện cái chết của cha mẹ).